# Haval Dargo
Haval Dagou (Haval Big Dog, на зовнішньому ринку - Haval Dargo, укр. Хавейл Дарго) - компактний кросовер, що випускався з 2020 року компанією Haval - позашляховим підрозділом Great Wall Motors.

## Перше покоління (з 2020)

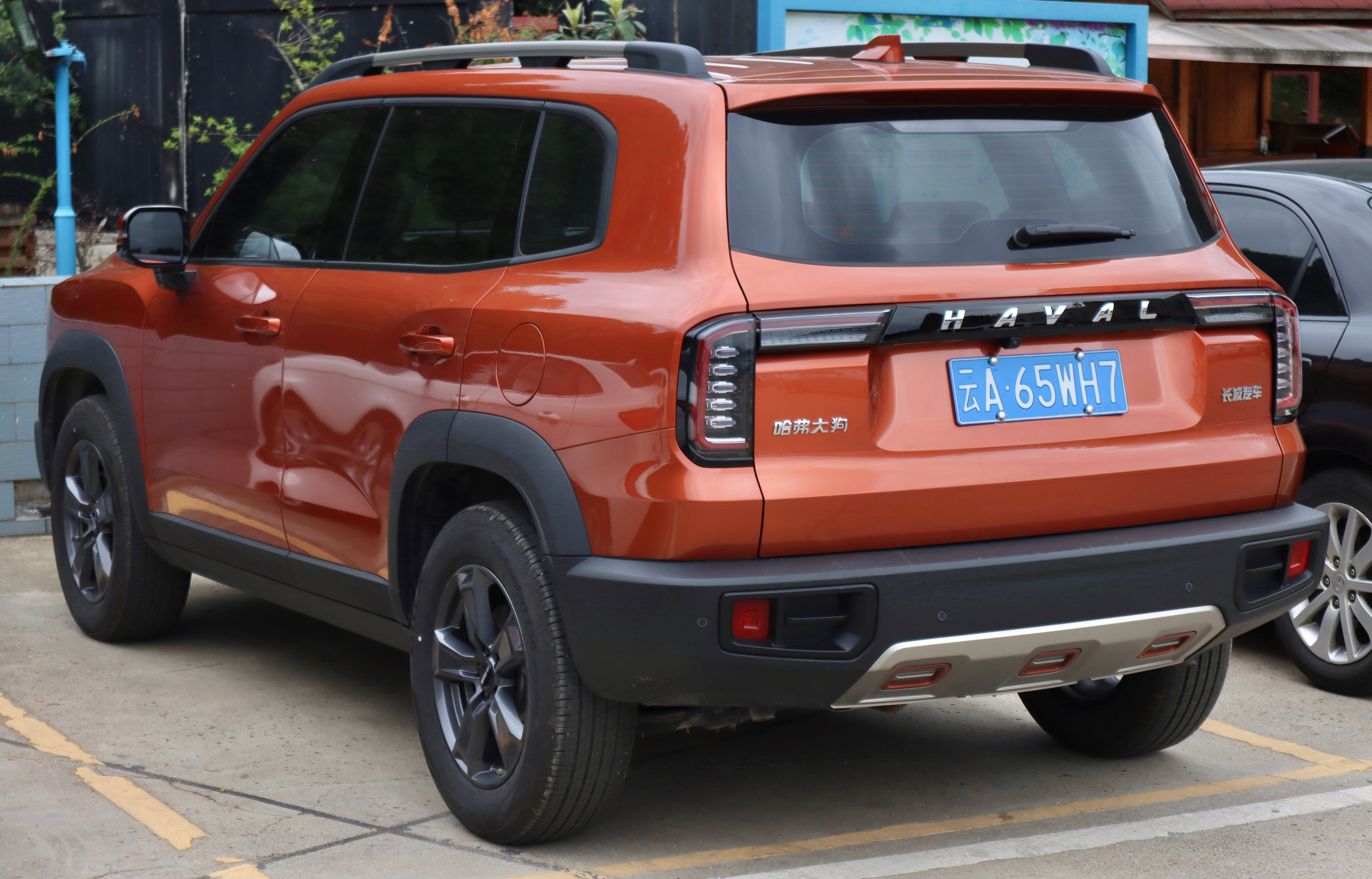

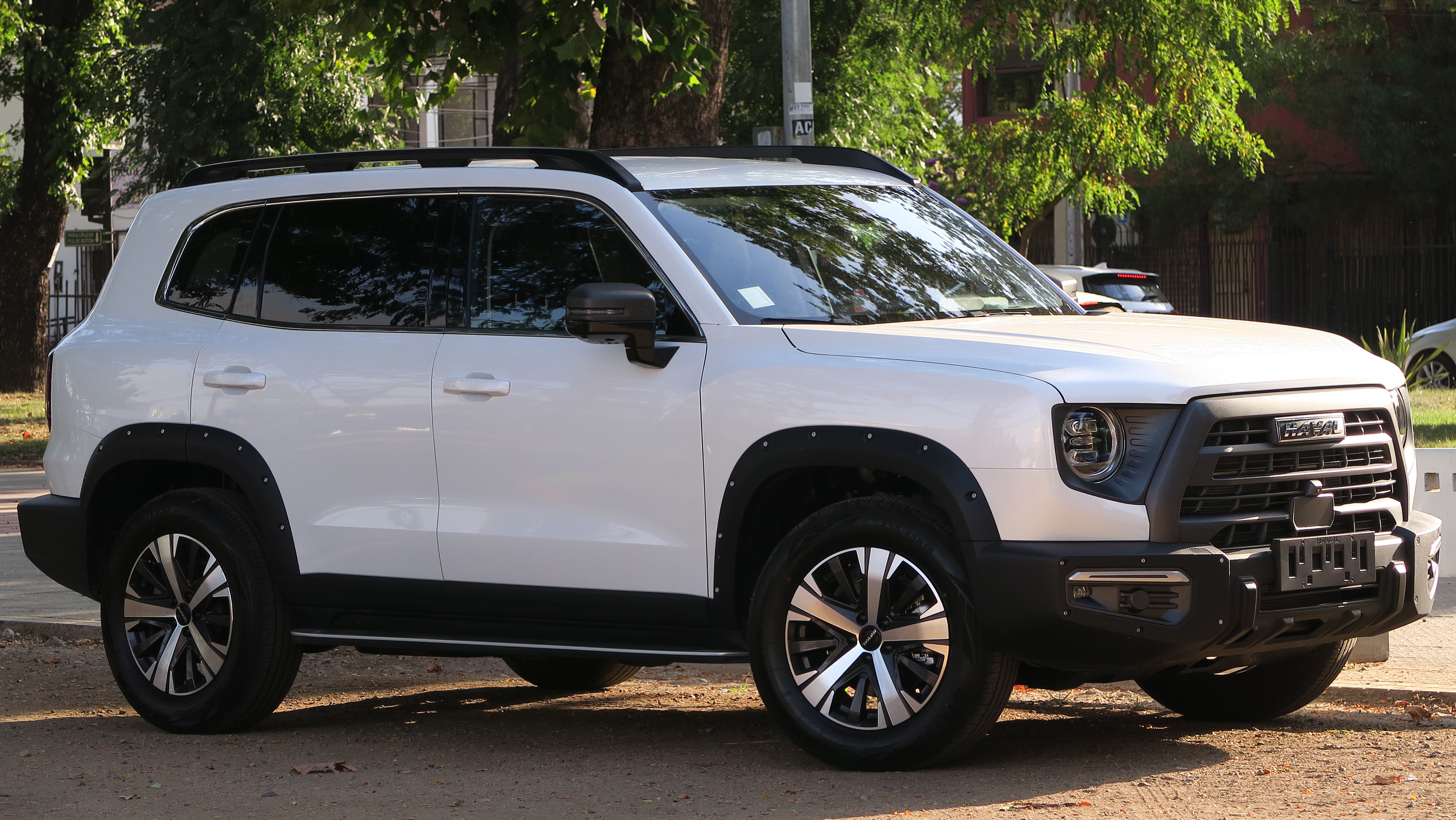
Haval Dargo X

Модель була вперше представлена 24 липня 2020 року на автосалоні в Ченду.
Назва вибиралася голосуванням у китайському месенджері WeChat, лідером став варіант «Да гоу» (кіт. 大狗, букв. — «великий собака»).
Над дизайном працював Філл Сіммонс, колишній головний дизайнер екстер'єру компанії Land Rover, який з 2018 року став шеф-дизайнером Haval.
Автомобіль надійшов у продаж у Китаї влітку 2020 року у версії з переднім приводом з двигуном об'ємом 1,5 літра, з початку 2021 року додалася повнопривідна версія з двигуном об'ємом 2.0 літра. Ціна в діапазоні 119-162 тис. юанів.
В основі Haval Dargo лежить модульна платформа L.E.M.O.N. (B30), на якій також побудовані кросовери Haval Jolion та Haval H6.
В 2022 році дебютував Haval Dargo X. Haval Dargo X відрізняється від звичайного: у нього більші грати радіатора, нефарбовані корпуси дзеркал, бампери та накладки арок з імітацією кріпильних болтів, блокування заднього диференціалу.

### Двигуни
- 1.5 L GW4B15A I4 turbo 169 к.с. при 5000–5600 об/хв 285 Нм при 1400–3600 об/хв
- 1.5 L GW4B15A I4 turbo 184 к.с. при 5500–6000 об/хв 275 Нм при 1500–4000 об/хв
- 2.0 L GW4N20 I4 turbo 211 к.с. при 6000–6300 об/хв 325 Нм при 1500–4000 об/хв

## Друге покоління (з 2023)

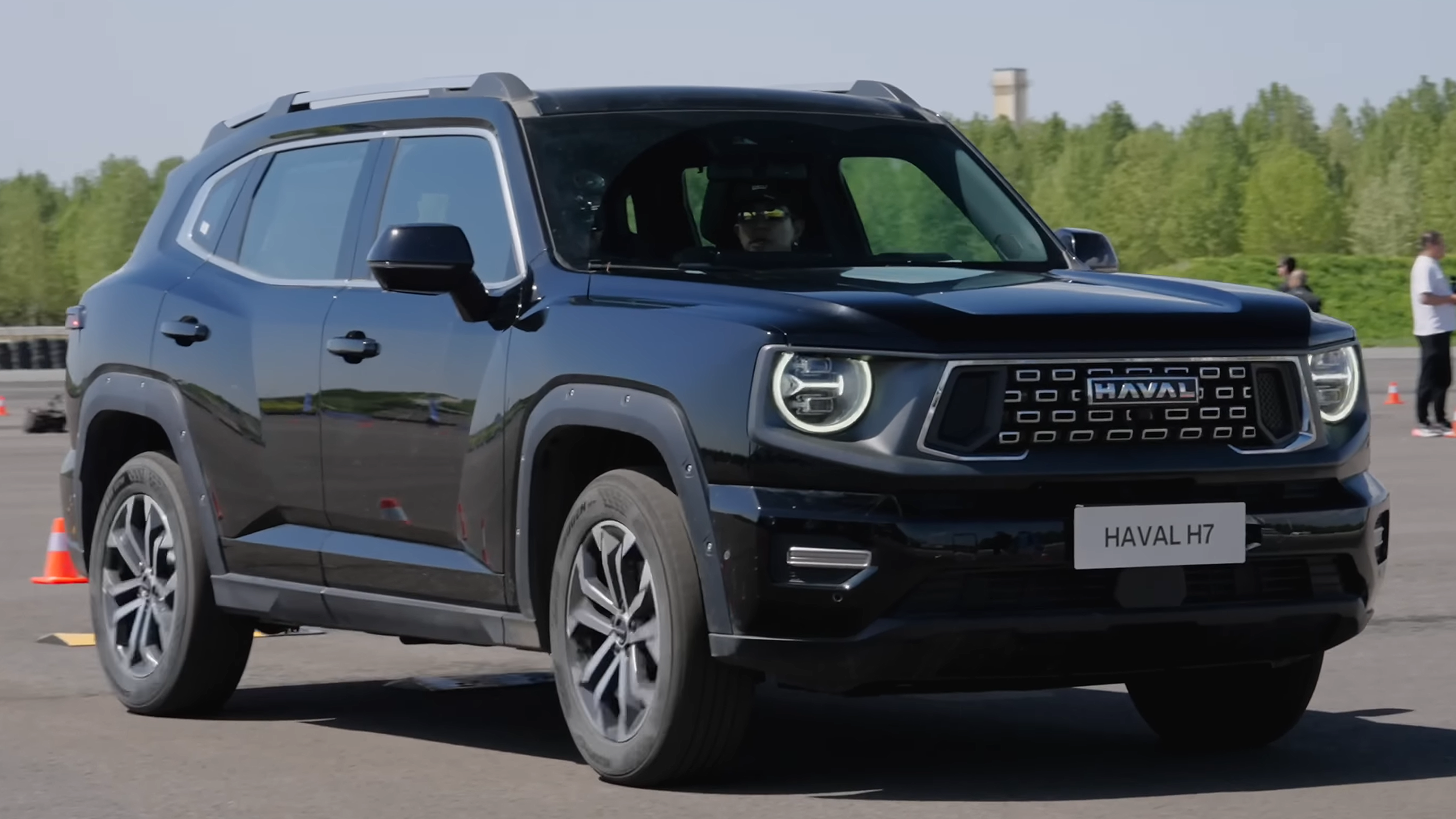
Haval Dargo II

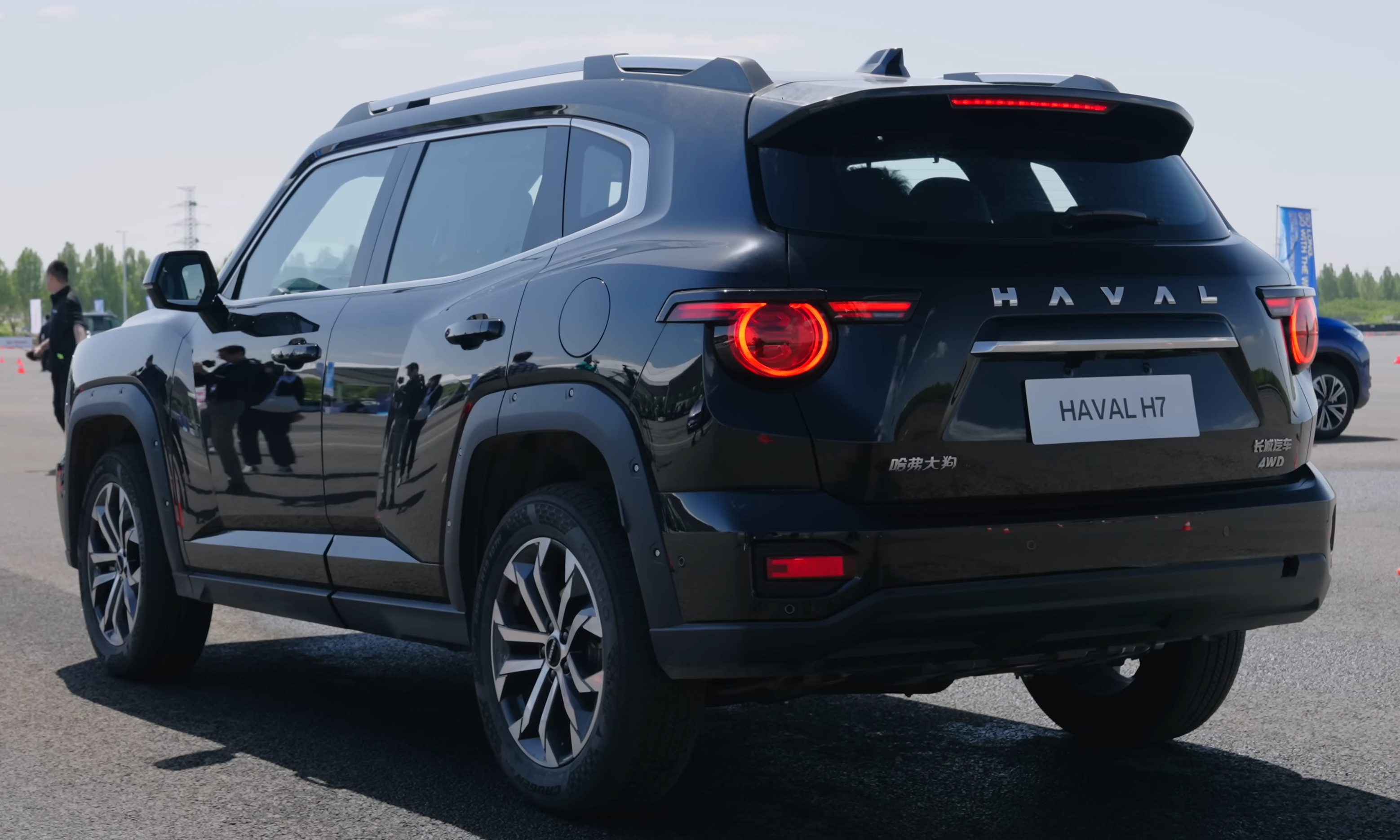
Haval Dargo II

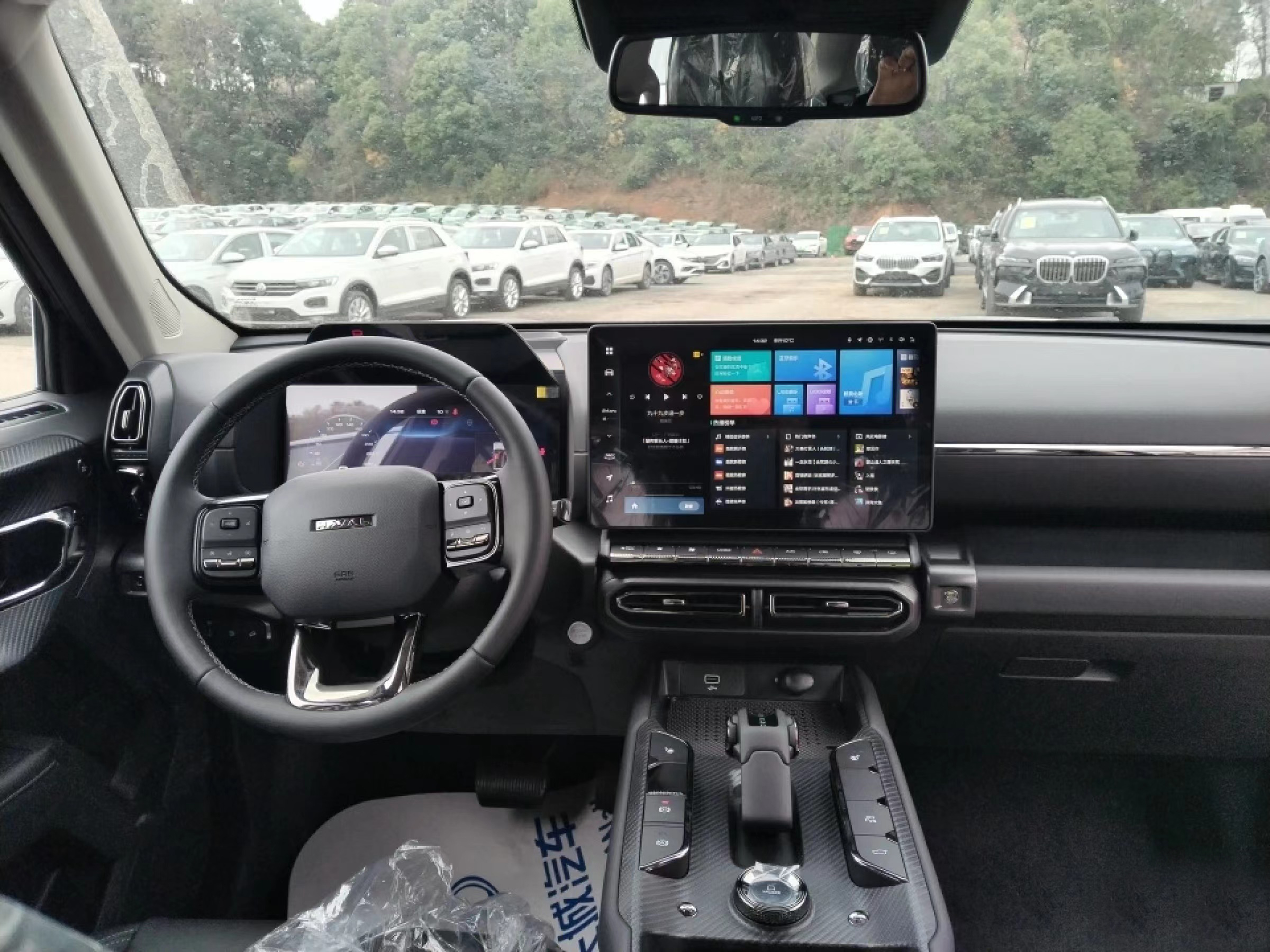

Друге покоління Big Dog спочатку було представлено як Haval H-Dog PHEV на автосалоні в Гуанчжоу 2022, який відкрився 30 грудня 2022 року, доступний як у бензиновій, так і в PHEV-версії. Інтер’єр має симетричний дизайн із повною РК-панеллю приладів і центральним екраном керування. Друге покоління Big Dog є більшим і дорожчим автомобілем порівняно з першим поколінням, тоді як Big Dog першого покоління продовжуватиме продаватися разом із Big Dog другого покоління.
Друге покоління Haval Big Dog або H-Dog PHEV використовує 1,5-літровий чотирициліндровий двигун із турбонаддувом і 2-швидкісну силову установку DHT, яка видає комбіновану потужність 240 кВт (326 к.с.) і 530 Нм із крейсерським запасом від 50 до 150 км на чисто електричному ходу. Він оснащений системою повного приводу з електронним управлінням Borg-Warner, 2 блокуваннями диференціала та 9 режимами бездоріжжя. 
Haval стверджує, що споживання палива Haval Big Dog другого покоління становить 1,85 літра на 100 кілометрів при запасі ходу в 1000 кілометрів. Бензинова версія оснащена 2,0-літровим турбованим чотирициліндровим бензиновим двигуном з максимальною потужністю 175 кВт (238 к.с.), який працює в парі з 8-ступінчастою автоматичною коробкою передач. Версія початкового рівня поставляється з приводом на передні колеса, а рівні комплектації високого класу доступні з приводом на чотири колеса.

### Двигуни
- 1.5 L GW4B15A I4 turbo +2-speed DHT 326 к.с. 530 Нм
- 2.0 L GW4N20 I4 turbo 238 к.с.